# Bélgica en los Juegos Olímpicos de Lillehammer 1994
Bélgica estuvo representada en los Juegos Olímpicos de Lillehammer 1994 por un total de 5 deportistas que compitieron en 2 deportes.  
La portadora de la bandera en la ceremonia de apertura fue la patinadora de velocidad Bea Pintens. El equipo olímpico belga no obtuvo ninguna medalla en estos Juegos.